# 강호 (예술인)
강호(姜湖, 1908년 8월 6일 ~ 1984년 7월 3일)는 일제강점기와 조선민주주의인민공화국의 예술인이다. 미술과 연극, 영화 등 여러 분야에서 활동했다.

## 생애
경상남도 창원군이 본적지이며 출생지는 진주군이다. 본명은 강윤희(姜潤熙)이다. 소작농 가정에서 태어나 집안 형편이 넉넉치 않았다. 1921년에 혼자 일본으로 건너가 날품팔이로 생계를 유지하며 고학으로 미술을 공부했다.
귀국 후 1927년에 조선영화예술협회 연구생으로 들어가면서 조선프롤레타리아예술가동맹 계열에서 좌파 예술인으로 활동을 시작했다. 평양 노동자 파업에 참가하여 전단과 벽보 제작을 지원하는 등 실천적인 활동이었다. 1929년에는 카프 계열의 농촌 영화 《암로》를 연출하여 영화감독으로도 데뷔했다.
1930년에 카프 조직 개편 이후 미술부 책임자 겸 영화부 위원이 되었다. 노동자의 계급적 각성과 투쟁을 다룬 《지하촌》(1931)을 연출해으나 검열 때문에 개봉되지 못하는 등 탄압도 잇따랐다. 강호는 1932년에 극단 신건설과 동방키네마 창설에 참가하며 활동 영역을 넓혀나갔고, 결국 1933년에 조직 사건에 휘말려 구속되어 금고 6개월형을 언도받았다.
출감 후 간판점 화공 등으로 일하며 활동을 재개하였으나 뚜렷한 성과는 보지 못하던 중, 1938년 또다시 구속되었다. 이번에는 공산주의자협의회라는 조직을 결성한 혐의였고, 중일 전쟁으로 시국이 경색된 시점이라 4년여 동안 다시 수감생활을 해야 했다. 출감 후 1943년부터 태평양 전쟁 종전 시점까지는 주로 연극의 무대장치가로서 활동했다.
태평양 전쟁 종전 이후 좌파 계열에서 활발한 활동을 벌였다. 조선연극동맹에 참여하여 이 단체 산하 극단의 무대장치를 담당하면서 서울에서 주로 좌파 성향의 연극을 공연했다. 이 시기에 참여한 연극 작품으로 《남부전선》, 《탈락자》, 《무지개》, 《망향》, 《민중전》, 《독립군》, 《피흘린 기록》 등이 있다.  미군정 지역에서 좌익 운동이 탄압을 받자 1946년 경 삼팔선 북쪽으로 탈출했다.
조선민주주의인민공화국에서는 연극의 무대장치가이자 영화의 시나리오 작가, 미술 담당으로 활동했다. 대학에서 후진을 양성하기도 했으며, 저서로 《라운규와 그의 예술》(1962), 《무대미술의 기초》(1963), 《해방 전 우리나라 살림집과 생활양식》(1980), 《해방 전 우리나라 옷양식》(1981) 등이 있다.

## 참고자료
- 강옥희,이영미,이순진,이승희 (2006년 12월 15일). 《식민지시대 대중예술인 사전》. 서울: 소도. 15~19쪽쪽. ISBN 978-89-90626-26-4.